# 日本鯨類研究所
一般財団法人日本鯨類研究所（にほんげいるいけんきゅうしょ、略称：日鯨研）は、水産資源の適切な管理・利用を目的にクジラなどの国際調査を行う法人。1941年に民間研究機関、中部科学研究所として設立され、1987年に財団法人日本鯨類研究所となった。2013年には、一般財団法人日本鯨類研究所に移行した。旧所管官庁は、水産庁。南極海や北西太平洋で調査捕鯨を実施している。2010年9月末時点の職員数は34人。本部は東京都中央区。

## 概要

### 設立目的
鯨類を主とした海産哺乳類の調査研究と鯨類を主とした海産哺乳類に係る国際情勢に関する調査などを行うことにより、水産資源の適切な管理・利用に寄与すること。

### 事業
- 鯨類その他の海産哺乳類に関する調査及び研究
- 鯨類その他の海産哺乳類に関する資料の収集及び提供
- 鯨類その他の海産哺乳類に係る国際情勢に関する調査及び情報収集並びに提供
- 捕鯨に関する社会経済及び法学的研究
- その他、本研究所の目的を達成するために必要な事業

### 所在地
- 本所 : 東京都中央区豊海町4番5号 豊海振興ビル5階
- 図書室 : 本所に併設　現在資料整理の為無期限休館中
- 鮎川実験場 : 宮城県石巻市鮎川浜字南68番地　　2011/3/11の東日本大震災において高さ7メートル以上の津波に襲われ施設及び保管されていたDNA資料他を喪失し機能停止中

2021年までにグリーンピア南紀跡地に移転予定

## 沿革
- 1942年（昭和17年）4月 -  中部幾次郎（林兼商店・マルハ創業者）が鯨油の化学研究を行う中部科学研究所（中央区月島西河岸通12丁目4）を設立。所長・丸山勉。[1]
- 1945年10月1日 - 林兼水産工業株式会社の研究部門となる。[1]
- 1947年（昭和22年）9月1日 -  財団法人鯨類研究所の設立。[1]
- 1959年（昭和34年）12月 財団法人日本捕鯨協会・鯨類研究所となる。[1]
- 1965年8月 - 江東区深川越中島1丁目3-1に移転。[1]
- 1982年11月 - 江東区大島3丁目32-11に移転。[2]
- 1987年（昭和62年）10月 -  財団法人日本捕鯨協会の解散に伴い財団法人日本鯨類研究所設立。[1]
- 1989年 - 中央区豊海町4-18に移転。
- 2001年10月 - 中央区豊海町4-5に移転。[3]
- 2013年（平成25年）-  一般財団法人日本鯨類研究所へ移行。

### 歴代所長・理事長
1. 丸山勉(1942-)
2. 大村秀雄(1954-)
3. 池田郁夫(1987-)
4. 長崎福三(1991-)
5. 大隅清治(1995-)
6. 畑中寛(2004-)
7. 藤瀬良弘(2010-)

## 調査捕鯨
国際捕鯨取締条約（昭和26年条約第2号）第8条第1項には、締約政府が適当と認める制限・条件に従って、自国民が科学的研究目的で鯨を捕殺・処理することを認可する特別許可書を与えることができる旨の規定がある。日本はこの条約の規定に従い、政府が一般財団法人日本鯨類研究所に特別許可書を与え、水産庁委託事業として調査捕鯨を行なっている。実際には、科学調査は一般財団法人日本鯨類研究所が行い、捕鯨業務は共同船舶株式会社が行なっている。
調査対象は、南極海ではクロミンククジラ、ナガスクジラ、ザトウクジラ、北西太平洋ではミンククジラ、イワシクジラ、ニタリクジラ、マッコウクジラとなっている。

### 反捕鯨団体との対立
反捕鯨団体は、日本鯨類研究所および共同船舶の調査捕鯨に対し、様々な方法で批判・妨害を繰り返している。当初はグリーンピース、近年ではより過激なシー・シェパードによる妨害行為への対策には、数億円規模での費用が計上され、2012年には震災復興費用から5億円が割り当てられている（後述）。

#### シー・シェパード
2007年（平成19年）2月9日に、日本鯨類研究所が派遣した日本の調査捕鯨母船「日新丸」に対して船2隻で接近し化学薬品（酪酸）入りの瓶を投げ付け船員を負傷させるなどの妨害行為を行なった環境保護団体シー・シェパードに対して、「環境保護団体ではなくテロリストだ」と激しく非難した。
2010年3月12日、海上保安庁はシー・シェパードの抗議船アディ・ギル号の元船長を艦船侵入罪
・傷害罪・威力業務妨害罪・器物損壊罪・銃砲刀剣類所持等取締法（銃刀法）違反の容疑で逮捕、同年4月2日、東京地方検察庁が東京地方裁判所に起訴した。
また、この妨害の様子は同研究所の公式サイトより、条件付きコピーレフトで報道機関向けに一般公開されている。

#### グリーンピース
2008年5月15日、環境保護団体・グリーンピース・ジャパンが調査捕鯨船乗組員を業務上横領の疑いで東京地検に告発し、農林水産省などに対して日本鯨類研究所や共同船舶による調査捕鯨の停止を求めた。ただし、告発された乗組員は同年6月20日に「嫌疑なし」として全員が不起訴処分とされた。また、グリーンピース・ジャパンが「横領の証拠」として確保した宅配便が、関係者の許可を得ず無断で持ち出されていたものであったため、グリーンピース・ジャパンのメンバー2名が建造物侵入および窃盗罪の容疑で逮捕・起訴され、懲役1年・執行猶予3年の有罪判決を受けた。
なお、グリーンピースは2009年冬以降に南極海での妨害を行っていないが、これは過激なシー・シェパードと混同されるのを避けるためであるとしている。

## 日本鯨類研究所への批判
国際的な批判は「調査捕鯨は擬似商業捕鯨である」という内容が主となっている。国内世論においては調査捕鯨賛成が過半数を占める。
また基本的に日本の領海での商業捕鯨の再開を前提とした、公海上での調査捕鯨の停止或いは縮小を主張する意見もある。2019年のIWC脱退により、公海上での調査捕鯨を行う術を失い、領海内での商業捕鯨が再開され、結果的にこれは実現する。

### 「事実上の商業捕鯨」という批判
日本鯨類研究所は、国際捕鯨取締条約第8条第2項の規定（副産物有効利用の原則）に従い、調査捕鯨の副産物である鯨肉を可能な限り加工・販売している。日本国内における鯨肉市場の大部分は調査捕鯨の副産物が占めている。こういった現状に対して、反捕鯨国や環境保護団体から「科学調査に名を借りた商業捕鯨だ」といった批判を受けている。また、「資源量102,000頭のマッコウクジラは数頭しか捕獲しないにもかかわらず、資源量69,000頭のイワシクジラを100頭も捕獲するのか」「売れないから捕らないのではないか」といった批判もある。

### 「天下り」という批判
日本鯨類研究所は、水産庁から毎年補助金を受けて調査捕鯨を行なっている。そのため「水産庁の役人が天下りする受け皿としてもしばしば使われている」などの批判がある。

### 税金投入への批判
捕鯨調査費用の大半は販売収入でまかなわれているが、日本鯨類研究所予算書によると、鯨肉の販売収入である「副産物収入」は、調査捕鯨の妨害による捕獲減による影響で、2008年度実績は約64億円、2009年度は約54億円、2010年度は約45億円と年々、減少しており、調査費用の不足分として年間約5億円から8億円の補助金が国庫から支出されている。そのため、捕鯨継続にこだわるのは農水省の省益のためであるという見解もある。なお、年々過激化する反捕鯨団体の妨害活動への対策費用や原油価格の高騰などにより、近年の補助額は約10億円に増加しており、2010年度の反捕鯨団体の妨害費用は8億円、同年の債務超過は8億7千万円であったが、これは同年の東北地方太平洋沖地震の震災復興費用で補填している（後述）。
また、利益が見込めない上に同盟ないし準同盟国の大衆を敵に回し、調査捕鯨における鯨肉の流通が国内零細捕鯨業者の鯨肉と競合する事で苦境に追い込む状況（後述）やIWCで四分の三の賛同を得るのが絶望的である状況を鑑みて、税金投入を続けて調査捕鯨を強行することは、如何に日本の捕鯨論理が正当であっても、国益のバランスを欠く行為であるとの主張もある。
- 震災復興資金流用への批判

税金投入問題に派生する形で2011年3月11日の東北地方太平洋沖地震の震災復興資金のうち、石巻の復興の為として約23億円が調査事業費として計上され、うち18億円が調査捕鯨の費用に、5億円がシー・シェパード対策に使われた事実に対する批判があり、当の石巻市からも地元に恩恵がない、当地の関係者から調査捕鯨で捕った鯨は一頭も流通していないとされており、この件で衆院決算行政監視委員会の理事である自民党の平将明衆院議員は調査捕鯨の必要性を訴えられたが調査したら鯨肉の在庫は余っており、役所に嘘をつかれたと非難している。また、2012年10月23日の衆院決算行政監視委員会で、水産庁の本川一善長官は18億の調査捕鯨の費用で当時の8億7千万円の債務超過を解消してゼロにした旨を答弁した。なお、この件は最初に英豪メディアで取り上げられたものの、この報道を見て災害の義援金が使われたと誤解した人からの抗議が豪日本大使館に殺到した為、義援金使用に関しては否定のコメントを出した。

### 沿岸捕鯨を圧迫しているという批判
調査捕鯨によるミンククジラ肉の流通により、肉質で劣る沿岸捕鯨のハクジラ類の肉の流通の販路が狭められる事で、沿岸小型捕鯨の存続が危ぶまれる事態が起きているとされる。外房捕鯨においては、調査捕鯨に参画することで、傭船料こそ得られるが調査捕鯨の副産物であるミンククジラ肉が自分たちがメインで捕っているツチクジラ肉の価格を圧迫するという状況も生じている。

### 科学的妥当性への批判
科学技術社会学が専門の石井敦からは、長期間の調査にもかかわらず査読付きの論文が少なく閉鎖的であること、非致死的調査を推奨するIWCの勧告を無視し得られるデータが少ない捕鯨調査を続けるなど、科学的な研究としては疑問点が多いと批判されている。

### 広報活動への批判
日本国内の鯨肉市場の維持・拡大のため、日本鯨類研究所は広報活動にも力を入れている。これに対し「実際は捕鯨推進の広報団体でもある。一般事業費約7億3千万円のうちの約73%の5億3千万円を広報費に、そしてそれ以外のお金で調査研究を行なっている。」などの批判もある。
その他、広報活動の内容を疑問視する意見もある。
- 南極のオキアミの資源が減少し、それを捕食する鯨の資源減少を懸念する『ネイチャー』の論文に対して、南極海のオキアミ資源状況は高水準にあると反論しているが[32]、これに対して、反捕鯨の論拠にされるのを恐れてそう反論しているだけなのではないかと指摘する意見がある[33]。
- 日本鯨類研究所・調査部の石川創は反捕鯨団体の行動原理を感情論であると指摘し、その背後に人種差別がある可能性も指摘している[34]。日本捕鯨協会アドバイザーの三崎滋子は、1993年に京都でIWC総会が開かれた際に、英国代表団のひとりがNHKテレビの放送[いつ?]において英語で「IWCが黒人やその他の有色人種(Black and other non-white people)に乗っ取られることが心配される」と発言したと証言している[35]。

一方、これに対しては、反捕鯨団体が感情論を公の場で捕鯨の反対の理由にしたことはないとの反論がある。またC・W・ニコルは人種差別的な個人は存在するが、反捕鯨団体の行動原理が人種差別であるという点は否定している。日本の調査捕鯨の急先鋒のシーシェパードのリーダーであるポール・ワトソンはむしろ日本の文明に敬意を表しており、その行動原理が人種差別ではないと分析されている。